# Maria Henriqueta de La Tour de Auvérnia
Maria Ana Henriqueta Leopoldina de La Tour de Auvérnia (em francês:  Marie-Henriette de La Tour d'Auvergne; 24 de outubro de 1708  — Hilpoltstein, 28 de julho de 1728) foi suo jure marquesa de Bergen op Zoom e princesa hereditária do Palatinado-Sulzbach pelo seu casamento com João Cristiano do Palatinado-Sulzbach.

## Família
Maria Henriqueta era a única filha de Francisco Egon de La Tour de Auvérnia, conde de Auvérnia, na França, e marquês de Bergen op Zoom, nos Países Baixos, e de Maria Ana de Ligne-Arenberg. Seus avós paternos eram o tenente-general Frederico Maurício de La Tour de Auvérnia, conde de Auvérnia e Francisca de Hohenzollern-Hechingen. Seus avós maternos eram Filipe Carlos d'Arenberg, 9.° duque de Aarschot, na Bélgica, e Maria Henriqueta del Carretto, marquesa de Grana e Savona, na Itália.
Ela era prima de Ana Maria Luísa de La Tour de Auvérnia, primeira esposa do príncipe Carlos de Rohan-Soubise, e também de Carlos Godofredo de La Tour de Auvérnia, duque de Bulhão, marido de  Maria Carolina Sobieska, neta do rei João III Sobieski da Polônia.

## Biografia
Maria Henriqueta casou-se com o futuro conde palatino, João Cristiano, em 15 de fevereiro de 1722. Ele era filho de Teodoro Eustáquio do Palatinado-Sulzbach e de Maria Leonor de Hesse-Rotemburgo. 
A partir de seu casamento, tornou-se princesa hereditária de Sulzbach. Porém, não tornou-se condessa do Palatinado-Sulzbach em 1732, com a ascensão do marido, devido ao seu falecimento em 28 de julho de 1728, aos dezenove anos de idade, em Hilpoltstein, na Alemanha.
Seu marido casou-se novamente com Leonor de Hesse-Rotemburgo, e morreu em 20 de julho de 1733.

## Descendência
- Carlos Teodoro da Baviera (11 de dezembro de 1724 - 16 de dezembro de 1799), sucessor do pai como conde palatino, além de eleitor da Baviera. Foi casado primeiro com Isabel Augusta de Sulzbach, com quem teve um filho que não sobreviveu à infância, e depois com Maria Leopoldina de Áustria-Este, mas não tiveram filhos. Teve descendência ilegítima de suas três amantes;
- Maria Ana Luísa Henriqueta de Sulzbach (20 de maio de 1728 - 25 de junho de 1728).